# Ballet de la Ópera de París
El Ballet de la Ópera de París (en francés: Ballet de l'Opéra national de Paris) es una compañía de ballet francesa que forma parte integrante de la Ópera de París. Es la compañía de ballet nacional más antigua, y muchas compañías de ballet europeas e internacionales pueden remontar sus orígenes a ella. Sigue estando considerada como una de las cuatro compañías de ballet más destacadas del mundo, junto con el Ballet Bolshoi de Moscú, el Ballet Mariinski de San Petersburgo y el Royal Ballet de Londres.
Desde diciembre de 2022, la compañía está bajo la dirección de José Martínez, director de danza. La compañía de ballet está formada por 154 bailarines, entre ellos 17 Danseurs Étoiles. Los bailarines principales ofrecen 180 espectáculos de danza al año, principalmente en la Ópera Garnier.
Tan prestigiosa como el Ballet de la Ópera de París es su escuela de danza, la Escuela de Ballet de la Ópera de París (en francés: École de danse de l'Opéra national de Paris), considerada una de las mejores escuelas de danza del mundo. Sus antiguos alumnos han ganado un récord de 20 premios Benois de la Danse. La escuela celebró su tricentenario en 2013.
Para que un bailarín ingrese en el Ballet de la Ópera de París, es casi obligatorio ser admitido en la Escuela del Ballet de la Ópera de París, aprobar los exámenes anuales de competencia en mayo y asistir al menos a las dos clases finales. El 95 por ciento de los bailarines admitidos en el Ballet de la Ópera de París son franceses.

## Historia

### Nombre
El Ballet de la Ópera de París siempre ha sido parte integrante de la Ópera de París, que se fundó en 1669 como Académie d'Opéra (Academia de Ópera), aunque la danza teatral no se convirtió en un componente importante de la Ópera de París hasta 1673, después de que se rebautizara como Académie Royale de Musique (Academia Real de Música) y se pusiera bajo la dirección de Jean-Baptiste Lully. La Ópera de París ha tenido muchos nombres oficiales diferentes durante su larga historia, pero desde 1994 se llama Ópera Nacional de París (Opéra National de Paris).

### Antecedentes

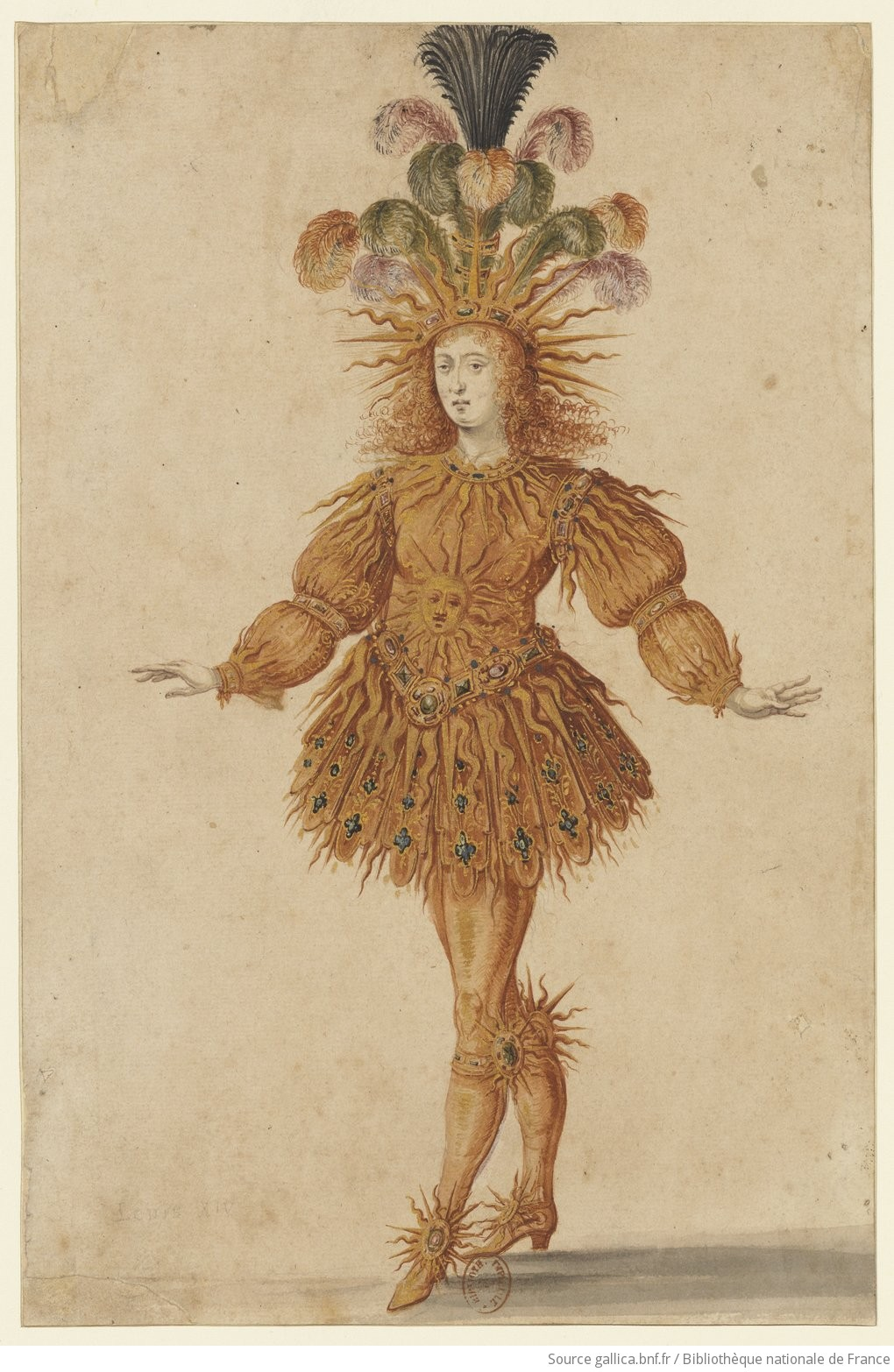
Luis XIV como Apolo en el Ballet Royal de la Nuit (1653)

El Ballet de la Ópera de París tuvo sus orígenes en las primeras instituciones, tradiciones y prácticas de danza de la corte de Luis XIV. De particular importancia fueron la serie de comedias-ballet creadas por Molière con, entre otros, los coreógrafos y compositores Pierre Beauchamps y Jean-Baptiste Lully. La primera fue Les Fâcheux en 1661 y la más importante, Le Bourgeois gentilhomme en 1670. Muchas de ellas también fueron representadas por la compañía de Molière en el Théâtre du Palais-Royal de París, que más tarde se convertiría en la primera sede permanente de la compañía de ópera y del ballet lírico.
También en 1661, Luis XIV había fundado la Académie Royale de Danse (Academia Real de Danza) en un intento de "mejorar la calidad de la enseñanza de la danza para los entretenimientos de la corte". Los miembros de la academia, así como los profesores de danza titulados por ella y sus alumnos, participaron en la creación de los ballets para la corte, Molière y, más tarde, la ópera. En 1680, Beauchamps se convirtió en canciller (director) de la Académie Royale de Danse. Aunque la Académie Royale de Danse y la Ópera estaban estrechamente relacionadas, las dos instituciones permanecieron separadas y la primera desapareció con la caída de la monarquía en 1792.

### Fundación e inicios
El 28 de junio de 1669, Luis XIV concedió un privilegio al poeta Pierre Perrin otorgándole el monopolio para formar una academia independiente para el espectáculo de ópera en francés. La primera producción de la compañía fundada por Perrin, la Académie d'Opéra (Academia de Ópera), fue Pomone, que se estrenó el 3 de marzo de 1671 en el Jeu de Paume de la Bouteille e incluía ballets coreografiados por Anthoine des Brosses.
En 1672, Lully compró el privilegio de Perrin y también obtuvo nuevas cartas patentes que limitaban el uso de músicos y bailarines por parte de otras compañías francesas. Con Anthoine des Brosses y Lully como coreógrafos y Carlo Vigarani como escenógrafo, la compañía de Lully, ahora llamada Académie Royale de Musique, produjo la primera ópera de Lully, Les fêtes de l'Amour et de Bacchus (una pastoral) en noviembre de 1672 en el Jeu de Paume de Béquet. Esta obra consistía principalmente en extractos de los anteriores ballets de corte de Lully conectados con nuevas entradas coreografiadas por des Brosses. Sin embargo, una diferencia crucial con respecto a los ballets de corte anteriores era que ya no participaban los miembros de la corte y todos los bailarines eran profesionales.
La siguiente producción de Lully, Cadmus et Hermione (27 de abril de 1673), la primera tragédie lyrique (con libreto de Philippe Quinault), también se estrenó en el Jeu de Paume de Béquet y fue coreografiada por Anthoine des Brosses. Pierre Beauchamps, que había estado trabajando con Molière en el Palais-Royal, se unió a la compañía de Lully en junio de 1673 (no mucho después de la muerte de Molière), cuando Lully se hizo cargo del teatro del Palais-Royal, obligando a la compañía de Molière a trasladarse al Théâtre Guénégaud. Lully y Quinault siguieron colaborando en una serie de producciones de éxito, creando en el proceso un nuevo género de ópera francesa en el que los interludios de danza desempeñaban un papel importante en el drama musical. Los ballets para estas obras fueron creados por Beauchamps, des Brosses y d'Olivet. Jean-Baptiste Dubos explica que Beauchamps y des Brosses fueron los responsables de los ballets ordinaires, mientras que d'Olivet se especializó en el ballet-pantomima:

Lully prestó tanta atención a los ballets aquí mencionados que contrató para su coreografía a un 'maître de danse particulier' llamado d'Olivet. Fue él, y no des Brosses o Beauchamps, a quien Lully contrató para los 'ballets ordinaires', quien compuso los ballets de las escenas infernales de Psyché y Alceste. También fue d'Olivet quien compuso el ballet de los ancianos en Thesée, el de los sueños funestos en Atys y el de los tembladores en Isis. Este último estaba compuesto únicamente de gestos pantomímicos de hombres presa del frío, y no introdujo en él ni un solo paso de danza habitual.

Al principio, los bailarines del Ballet de la Ópera de París eran todos hombres. Mademoiselle de la Fontaine (1665-1738) se convirtió en la primera bailarina profesional cuando bailó en el estreno del ballet de Lully Le Triomphe de l'Amour el 21 de enero de 1681. Pierre Beauchamps siguió colaborando con Lully en la Ópera de París hasta la muerte de éste en 1687.

### Historia posterior

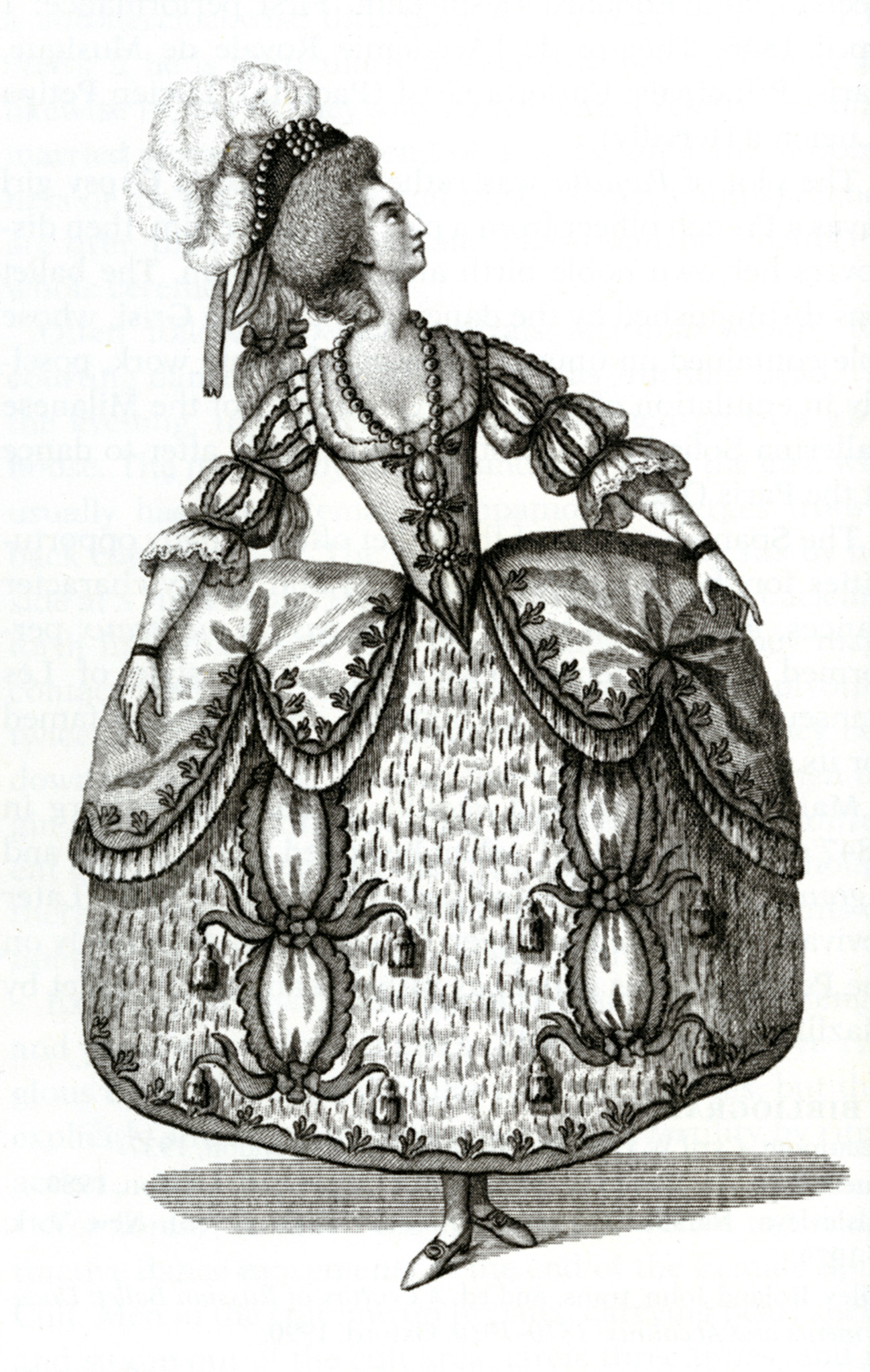
Adelaïde Simonet como la Princesa en la pantomima-ballet Ninette à la Cour, producida por primera vez por el Ballet de la Ópera de París en 1778 con coreografía de Maximilien Gardel, tal y como se representó en Londres en 1781.

En el siglo XVIII se creó una escuela asociada, denominada actualmente Escuela de Ballet de la Ópera de París (en francés: École de Danse de l'Opéra de Paris), que abrió sus puertas en 1713. Las óperas de Rameau, y más tarde de Gluck, elevaron el nivel de los bailarines. Jean-Georges Noverre fue un maestro de ballet especialmente influyente entre 1776 y 1781. Creó el ballet Les petits riens en 1778 sobre música de Mozart. Maximilien Gardel fue maestro de ballet desde 1781, y su hermano Pierre Gardel tomó el relevo tras la muerte de Maximilien en 1787. Pierre Gardel sobrevivió a la Revolución creando ballets como La Marsellesa y Offrande à la Liberté. Siguió siendo el maestro de ballet hasta 1820 y continuó trabajando hasta 1829.
En 1820, Pierre Gardel fue sucedido como maestro de ballet por Jean-Louis Aumer, quien, sin embargo, fue muy criticado por utilizar demasiada mímica y por no emplear una coreografía que favoreciera la trama o el personaje. En 1821, la compañía se trasladó a una nueva casa, la Salle Le Peletier, donde nació el ballet romántico. En 1875, la compañía se trasladó al Palais Garnier, donde sigue ofreciendo espectáculos.

### Serge Lifar como director de ballet
En 1929, Jacques Rouché invitó al bailarín de 24 años Serge Lifar a convertirse en maitre de ballet del Ballet de la Opéra de París, que había entrado en decadencia a finales del siglo XIX.
Como maestro de ballet de 1930 a 1944, y de 1947 a 1958, se dedicó a restaurar el nivel técnico del Ballet de la Opéra, devolviéndole su lugar como una de las mejores compañías del mundo.
Lifar dio a la compañía una nueva fuerza y propósito, iniciando el renacimiento del ballet en Francia, y comenzó a crear el primero de muchos ballets para dicha compañía. Durante sus tres décadas como director del Ballet de la Ópera de París, Lifar dirigió la compañía a través de los turbulentos tiempos de la Segunda Guerra Mundial y la ocupación alemana de Francia. Lifar llevó el Ballet de la Ópera de París a Estados Unidos y ofreció espectáculos a sala llena en el New York City Center. El público estaba entusiasmado y sentía gran admiración por la compañía de bailarines.

### La era de Rudolf Nureyev
En el mundo del ballet, Rudolf Nureyev está considerado como el mejor bailarín clásico de todos los tiempos y como uno de los coreógrafos más preeminentes. En 1983, Rudolf Nureyev fue nombrado director del Ballet de la Ópera de París, donde, además de dirigir, siguió bailando y promocionando a bailarines más jóvenes.
La mejor bailarina de ballet de la época, si no de todos los tiempos, era Sylvie Guillem, nombrada bailarina principal a los 19 años por Rudolf Nureyev en 1984. Formaban una pareja de danza excepcional. Los años de Nureyev marcaron una época dorada del Ballet de la Ópera de París.

### Brigitte Lefèvre
Brigitte Lefèvre, directora de 1995 a 2014, con Patrice Bart como maitre de ballet de 1990 a 2011, consiguió mantener el alto nivel establecido por Nureyev.
Brigitte Lefèvre invitó a algunos de los coreógrafos más preeminentes, como William Forsythe, Angelin Preljocaj, Saburo Teshigawara y John Neumeier.

### Transición
Fueron tiempos turbulentos para la compañía con Benjamin Millepied, director del Ballet de la Ópera de París desde noviembre de 2014 hasta que dimitió el 15 de julio de 2016. Hubo dos escollos con Millepied, bailarín y coreógrafo francés, que abandonó Francia en 1993 a los 16 años. Millepied obtuvo su principal formación profesional como bailarín y coreógrafo en Estados Unidos y regresó a Francia en 2014 como recién nombrado director del Ballet de la Ópera de París. Millepied quería que los bailarines del Ballet de la Ópera de París interpretaran La Bayadère, un ballet clásico coreografiado por Rudolf Nureyev en 1992, como un ballet contemporáneo. Para lograr este objetivo, ya había contratado a bailarines principales invitados para presentar La Bayadère.
El otro escollo fue que Millepied había roto la jerarquía de los "Danseurs Étoiles" que bailaban los papeles principales, ya que había elegido para el reparto de su primera creación de ballet contemporáneo "Clear, Loud, Bright, Forward" (el primero en su época de director) de entre los 154 danseurs un "dream team" de 16 bailarines que consideraba los más aptos para poner en práctica sus ideas y visiones (en la programación, el dream team se denominaba "Artistas visuales unidos"). Karl Paquette, bailarín principal, declaró en una entrevista que nunca se había sentido tan mal en sus 30 años en el Ballet de la Ópera de París como en los últimos 6 meses. Stéphane Bullion, bailarín principal, añadió que estaba claro que las cosas no se podían enderezar.
Stéphane Lissner, el director de la Ópera de París que contrató a Benjamin Millepied en enero de 2013 -y que tiene la autoridad final en las decisiones sobre presupuesto, contrataciones y ascensos- dijo en una rueda de prensa en el Palais Garnier el jueves 4 de febrero de 2016 que no se arrepentía de esa elección. "Se va demasiado pronto, pero otros se van demasiado tarde". Lissner añadió: "Creo que los dos puestos, director de danza y un coreógrafo cada vez más solicitado, no solo en la Ópera, planteaban un cierto número de interrogantes".

### Aurélie Dupont
Aurélie Dupont asumió la dirección de la compañía de ballet el 1 de agosto de 2016. Fue Danseuse Étoile de 1994 a 2015.
Dupont fue la inspiradora de la película de Cédric Klapisch sobre la estrella, considerada la gran dama del Ballet de la Ópera de París.
Dupond dejará el cargo el 31 de julio de 2022, tal y como se anunció en junio de ese año.
Está previsto que José Martínez asuma el cargo en diciembre de 2022, tal y como se anunció en octubre.

## Jerarquía
La jerarquía del Ballet de la Ópera de París es muy estricta. Para un bailarín, es prácticamente obligatorio ingresar primero en la Escuela del Ballet de la Ópera de París. Como dijo Mathilde Froustey, "no se puede entrar en la compañía si no se ha hecho la escuela". La competencia por la admisión en ambas instituciones es extremadamente feroz, así como la competencia por los rangos más altos de la compañía de ballet.
Más del 90 por ciento de los candidatos no aprueban el examen de ingreso en la Escuela de Ballet, y el 20 por ciento de sus alumnos tienen que abandonar a final de año tras suspender los exámenes anuales de competencia ("les concours annuels") en mayo. Solo entre el 5 y el 20 por ciento de los graduados de la Escuela de Ballet son aceptados en el Ballet de la Ópera de París, inicialmente como bailarines a prueba (los "stagiaires").
Para convertirse en miembro regular del Ballet de la Ópera de París como "Quadrille" (quinto y más bajo rango en la jerarquía), hay que aprobar el examen anual de oposición en noviembre. El ascenso al rango siguiente depende exclusivamente del éxito en los siguientes concursos anuales de oposición ("les concours internes de promotion") ante un tribunal. Para alcanzar el rango más alto como Danseur Étoile (solo por nominación) tiene que actuar en papeles principales como "Premier Danseur" durante muchos años antes de ser nominado debido a su excelencia y méritos sobresalientes.

## Artistas

### Maestros de ballet y directores de danza
| Años      | Director                  | Coreografías destacadas                                                              |
| --------- | ------------------------- | ------------------------------------------------------------------------------------ |
| 1673-87   | Pierre Beauchamp          |                                                                                      |
| 1687-1729 | Louis Pécour              |                                                                                      |
| 1729-39   | Michel Blondy             |                                                                                      |
| 1739-48   | Antoine Bandieri de Laval |                                                                                      |
| 1748-68   | Jean-Barthélemy Lany      |                                                                                      |
| 1770-75   | Gaëtan Vestris            |                                                                                      |
| 1776-81   | Jean-Georges Noverre      |                                                                                      |
| 1781-83   | Dauberval et M. Gardel    |                                                                                      |
| 1783-87   | Maximilien Gardel         |                                                                                      |
| 1787-1820 | Pierre Gardel             | Télémaque (1790), Psyché (1793), Le jugement de Pâris (1793), La dansomanie (1800)   |
| 1820-31   | Jean-Pierre Aumer         |                                                                                      |
| 1831-50   | Jean Coralli              |                                                                                      |
| 1850-53   | Arthur Saint-Léon         |                                                                                      |
| 1853-59   | Joseph Mazilier           |                                                                                      |
| 1860-68   | Lucien Petipa             |                                                                                      |
| 1868-69   | Henri Justamant           |                                                                                      |
| 1869-87   | Louis-Alexandre Mérante   |                                                                                      |
| 1887-1907 | Joseph Hansen             |                                                                                      |
| 1908-09   | Léo Staats                |                                                                                      |
| 1909-10   | Mme. Stichel              |                                                                                      |
| 1911-14   | Ivan Custine              |                                                                                      |
| 1919-26   | Léo Staats                |                                                                                      |
| 1927-29   | Nicola Guerra             |                                                                                      |
| 1930-45   | Serge Lifar               | Les Créatures de Prométhée (1929), Icare (1935), Istar (1941), Suite en blanc (1943) |
| 1947-58   | Serge Lifar               |                                                                                      |
| 1958-61   | George Skibine            |                                                                                      |
| 1962-69   | Michel Descombey          |                                                                                      |
| 1969-70   | John Taras                |                                                                                      |
| 1970-71   | Claude Bessy              |                                                                                      |
| 1971-77   | Raymond Franchetti        |                                                                                      |
| 1977-80   | Violette Verdy            |                                                                                      |
| 1980-83   | Rosella Hightower         |                                                                                      |
| 1983-89   | Rudolf Nuréyev            | Raymonda (1983), El lago de los cisnes (1985), Romeo y Julieta (1977)                |
| 1990-94   | Patrick Dupond            |                                                                                      |
| 1995-2014 | Brigitte Lefèvre          |                                                                                      |
| 2014-16   | Benjamin Millepied        |                                                                                      |
| 2016      | Aurélie Dupont            |                                                                                      |

### Otros Coreógrafos
- Filippo Taglioni: La sílfide (1832)
- Jules Perrot: Giselle (1841)
- Arthur Saint-Léon: Coppélia (1870)
- William Forsythe (coreógrafo): In the Middle, Somewhat Elevated (1987)

Nota: Estas obras fueron estrenadas por el Ballet de la Ópera de París.

### Bailarines
Hay cinco rangos de bailarines en el Ballet de la Ópera de París, de lo alto a lo más bajo, son: étoiles, premiers danseurs y sujets formando parte del cuerpo de baile, coryphées y quadrilles. Gran número de bailarines fueron famosos y la lista en la actualidad sería exhaustiva.

#### Étoiles
- Amandine Albisson
- François Alu
- Léonore Baulac
- Stéphane Bullion
- Valentine Colasante
- Émilie Cozette
- Mathieu Ganio
- Dorothée Gilbert
- Laura Hecquet
- Mathias Heymann
- Germain Louvet
- Hugo Marchand
- Paul Marque
- Myriam Ould-Braham
- Ludmila Pagliero
- Sae Eun Park
- Alice Renavand

El número máximo de danseurs étoiles en activo dentro de la compañía, originalmente limitado a cuatro, ha aumentado progresivamente con el tiempo y actualmente está fijado en dieciocho. El título se confiere de por vida y, por tanto, se mantiene tras la jubilación, que está fijada en una edad máxima de 42 años, como para el resto de bailarines del Ballet de la Ópera de París.

## Escuela de Ballet de la Ópera de París
La Escuela de Ballet de la Ópera de París (en francés: École de danse de l'Opéra national de Paris) es una de las escuelas de danza más preeminentes del mundo. Cuenta con seis clases para niños y niñas por separado denominadas sixième division a première division.
En 1987, la Escuela de Ballet de la Ópera de París se trasladó del Palais Garnier (donde tienen lugar la mayoría de los ballets de la Ópera de París) a un nuevo edificio situado a 10 kilómetros al oeste del centro de París, en Nanterre. El nuevo edificio de la escuela de danza fue diseñado por Christian de Portzamparc. Desde 1995, la Escuela de Ballet de la Ópera de París es un internado. En la actualidad, desde las 8 de la mañana hasta el mediodía, todos los alumnos asisten a las clases de la escuela conducentes a la obtención del baccalauréat francés (el bac), el título general para acceder a la universidad en Francia.
Entre los bailarines del Ballet de la Ópera de París, el 95 por ciento ha asistido a la Escuela de Ballet de la Ópera de París. Para describirlo de otro modo, para que un joven bailarín sea aceptado en el cuerpo de baile de la Ópera de París, es prácticamente obligatorio ingresar en la Escuela de Ballet de la Ópera de París y asistir al menos a las dos últimas clases (deuxième et première division). Más del 90 por ciento de los candidatos no superan el examen de ingreso. Incluso algunos de los bailarines que más tarde se han convertido en premiers danseurs (primeros solistas) o danseurs étoiles (bailarines principales) del Ballet de la Ópera de París superaron el examen de ingreso solo en el segundo intento, o fueron aceptados únicamente como alumnos de pago.

## Pequeños escándalos y la generación perdida
Dado que el Ballet de la Ópera de París cuenta con una gran cantidad de bailarines franceses de primera clase, corren malos tiempos para aquellos que no han sido ascendidos a los rangos más altos como bailarines o que no han sido nombrados después para puestos para los que habrían estado extremadamente cualificados.
Mathilde Froustey, Sujet desde 2005 hasta 2013, dejó el Ballet de la Ópera de París en julio de 2013 y se incorporó al Ballet de San Francisco como bailarina principal porque no había ninguna posibilidad de que llegara a ser Danseuse étoile (bailarina principal) en esta compañía En noviembre de 2014 Benjamin Millepied, antiguo bailarín principal del New York City Ballet y francés, asumió la dirección de la compañía y prometió un cambio: "Pidieron un cambio y tendrán un cambio". Cuando Benjamin Millepied nombró por primera (y única) vez a una "Danseuse étoile", Laura Hecquet fue la elegida. Laura Hecquet y Mathilde Froustey fueron descritas en la prensa como "la generación perdida" de bailarinas en ascenso que han llegado a solistas (Sujet) pero que llevan años sin suerte en lo que respecta a subir el último peldaño de la escalera profesional.
De la Escuela de Ballet de la Ópera de París han salido algunos de los bailarines más famosos de todos los tiempos, como Sylvie Guillem y Laurent Hilaire.
Sin embargo, Sylvie Guillem, bailarina principal desde 1984, abandonó la compañía en 1989 a la edad de 24 años porque quería más libertad, el derecho a actuar con otras compañías, un acuerdo que la dirección del Ballet de la Ópera de París declinó.
Laurent Hilaire fue muy apreciado como bailarín principal. Tras su despedida como bailarín continuó su carrera en la compañía alcanzando en 2011 el segundo puesto más alto como "Maitre de ballet asociado a la dirección". Laurent Hilaire era el favorito de Brigitte Lefèvre, directora del ballet, y de Nicolas Joel, director de la Ópera de París en aquel momento. En enero de 2013 Stéphane Lissner, el nuevo director de la Ópera de París (en la jerarquía por encima del director del Ballet de la Ópera de París) nombró a Benjamin Millepied. Hilaire anunció en mayo de 2014 su marcha y abandonó la compañía en julio. El nuevo director del Ballet de la Ópera de París, Benjamin Millepied, por su parte, permaneció solo dos temporadas y fue sucedido en agosto por Aurélie Dupont, que fue como Danseuse étoile la Grand-dame del Ballet de la Ópera de París.